# Václavický potok
Der Václavický potok (deutsch Grafensteiner Bach, am Oberlauf auch Wetzwalder Bach) ist ein rechter Zufluss der Lausitzer Neiße in Tschechien.

## Verlauf
Der Václavický potok entspringt am südwestlichen Fuße des Výhledy (Gickelsberg, 569 m) in den Ausläufern des Isergebirges. Er fließt in seinem Oberlauf zunächst nach Südwesten in das Grottauer Becken (Hrádecká pánev) und wendet sich dann in westliche Richtung, wo sich entlang des Baches das Dorf Václavice erstreckt. Im Niederdorf von Václavice nimmt der Bach erneut südwestliche Richtung an und wird am unteren Ortsausgang am Rande des Waldes Bažantnice auf dem Kataster von Grabštejn im Stausee Velká gestaut. Im Dorf Grabštejn speist der Bach den Grabštejnský rybník (Grafensteiner Teich). Auf einem Felssporn rechtsseitig über dem Tal thront die Burg Grabštejn. Der Unterlauf des Václavický potok führt durch Chotyně, wo der Bach von der Bahnstrecke Liberec–Zittau überbrückt wird. Nach reichlich zehn Kilometern mündet der Václavický potok am westlichen Ortsrand von Chotyně in die Lausitzer Neiße.
Dem Václavický potok fließen mehrere namenlose kleine Bäche zu.

## Standgewässer
- Stausee Velká, auch Václavická přehrada mit einer Wasserfläche von 1520 ha. Eigentümer des der Fischerei dienenden Stausees ist die VULKAN a.s. in Hrádek nad Nisou[3]
- Grabštejnský rybník (Grafensteiner Teich), er wird ebenfalls als Fischteich genutzt. In der ersten Hälfte des 20. Jahrhunderts diente der Teich im Zusammenhang mit der daran liegenden Ausflugsgaststätte auch als Gondelteich.